# Papua (prowincja)
Papua – prowincja w Indonezji obejmująca północną-zachodnią część Nowej Gwinei. Powierzchnia 81 049 km²; 1,0 mln mieszkańców (2022); stolica Jayapura. Dzieli się na 1 okręg miejski i 8 dystryktów.
Południową część prowincji zajmują góry Góry Van Reesa i Góry Gauttiera przedzielone dolinami rzek dorzecza Mamberamo. Do prowincji należy też grupa wysp w zatoce Cenderawasih (m.in. Yapen, Biak i Numfoor).
Gospodarka: rolnictwo (ryż, kukurydza, orzechy kokosowe, przyprawy korzenne, kauczuk, kawa, kakao); rybołówstwo; eksploatacja lasów; wydobycie złota, rud miedzi; początki eksploatacji bogatych złóż gazu ziemnego i ropy naftowej – ich zasoby jeszcze nie są dokładnie oszacowane.
Główne miasta: Jayapura, Biak.

## Podział administracyjny
Papua jest podzielona na 1 okręg miejski (Jayapura) i 8 dystryktów:
- Biak Numfor
- Jayapura
- Keerom
- Memberamo Raya
- Sarmi
- Supiori
- Waropen
- Yapen